# Abraham Fornander

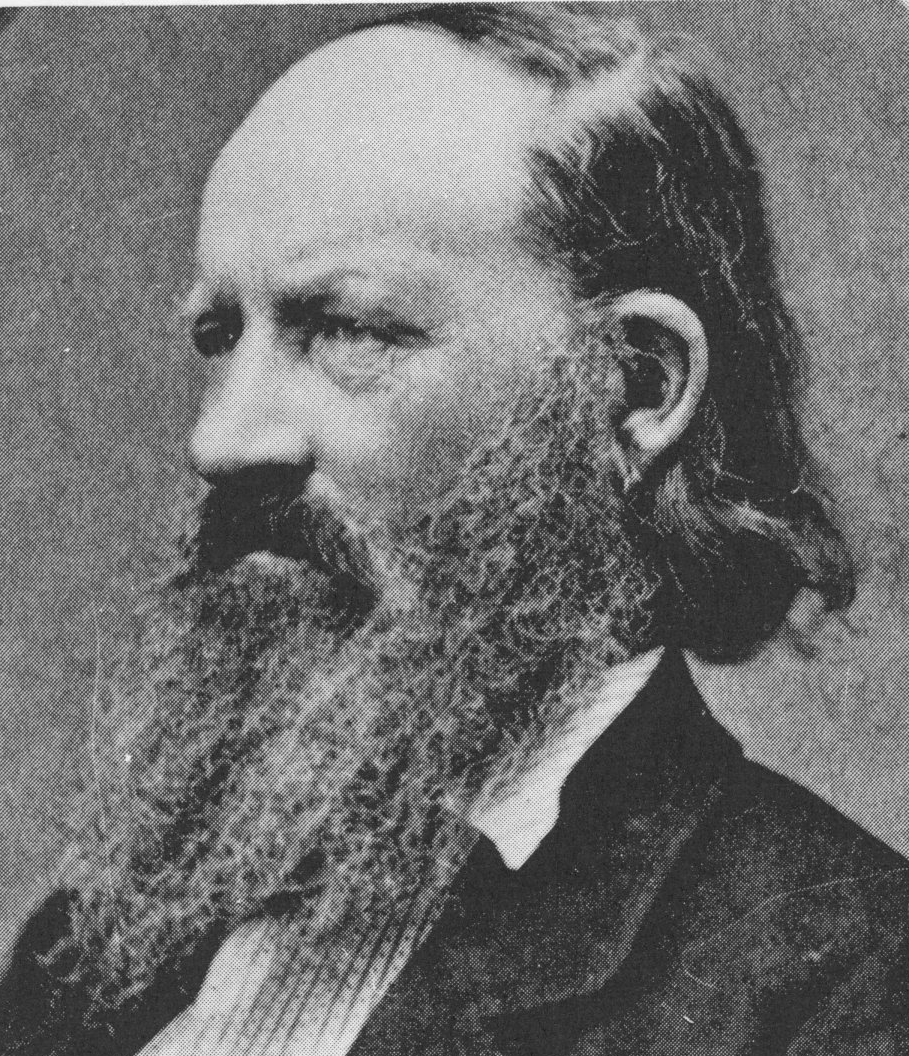
Abraham Fornander w 1878

Abraham Fornander (ur. 1812 w Szwecji, zm. 1887) – redaktor dziennika "The Polynesian", miłośnik Hawajów, inspektor Departamentu Szkolnictwa Królestwa Hawajskiego. Polinezyjski Oskar Kolberg, zebrał ogromne materiały dotyczące kultury rdzennych mieszkańców tych wysp. Zaprosił do współpracy naukowców pochodzenia hawajskiego i w ten sposób zdołał zgromadzić informacje, które do dziś są skarbnicą wiedzy o ludach polinezyjskich. Jego prace były w posiadaniu arystokratycznego rodu hawajskiego, a z czasem przeszły na własność Bishop Muzeum, głównego muzeum Hawajów.